# Солтан, Станислав
Станислав Солтан (пол. Stanisław Sołtan, 27 августа 1756—1836, Митава) — государственный и военный деятель Великого княжества Литовского, хорунжий великий литовский (1782—1790), подкоморий великий литовский (1790—1791), маршалок надворный литовский (1791—1792), генерал-адъютант литовской польной булавы, вольнодумец и масон. Староста слонимский.

## Биография
Представитель шляхетского рода Солтанов герба Абданк. Сын Станислава Солтана и Елены Рёмер.
В 1782 году получил должность хорунжия великого литовского, в 1790 году стал подкоморием великим литовским. В 1782 году получил чин генерал-майора армии Великого княжества Литовского.
В 1788 году был избран послом на Четырёхлетний сейм (1788—1792). Во время работы сейма был входил в патриотическую группировку и поддержал новую польскую конституцию, принятую 3 мая 1791 года. В том же 1791 году получил должность надворного маршалка литовского.
В 1792 году во время русско-польской войны выступал против присоединения польского короля Станислава Понятовского к Тарговицкой конфедерации, 24 июля эмигрировал из Польши в Саксонию.
В 1794 году стал одним из организаторов вооружённого восстания в Великом княжестве Литовском против русского владычества. После подавления восстания был арестован и отправлен в ссылку в Казань. В 1796 году новый российский император Павел I освободил Станислава Солтана из ссылки.
В 1806—1807 годах вместе с полковником Ф. Потоцким пытался организовать новое восстание в Великом княжестве Литовском, в 1808 году выехал в Великое герцогство Варшавское.
В 1812 году, во время нашествия Наполеона Бонапарта на Россию, был включён французским императором в состав Временного правительства Великого княжества Литовского. 18 июля прибыл в Вильну, но из-за болезни с 24 августа по 6 ноября не выполнял свои обязанности. После поражения французов вынужден был вторично уехать в эмиграцию.
В 1782 году стал кавалером Ордена Святого Станислава, в 1791 году был награждён Орденом Белого Орла. В 1813 году получил французский Орден Почётного легиона.

## Семья и дети
Станислав Солтан был дважды женат. Его первой женой была Франциска Теофила Радзивилл. 
Дети: 
- Адам Леон Людвик,
- Анна
- Елена.

Вторично женился на Констанции Губицкой. 
Дети: 
- Станислав,
- Владислав (1824—1900)
- Елена.